# Comisia Fulbright Româno-Americană
Programul Fulbright este cel mai prestigios program de schimburi culturale, științifice și educaționale desfășurat de Statele Unite ale Americii în întreaga lume. Acesta a fost demarat în 1946, la inițiativa senatorului de Arkansas J. William Fulbright, iar în prezent este coordonat de Biroul Afacerilor Culturale și Educaționale al Departamentului de Stat din S.U.A.
Rolul programului este să intensifice înțelegerea reciprocă dintre națiunea americană și celelalte națiuni participante în program, prin schimburi culturale și educaționale, la nivel academic. Programul Fulbright funcționează în peste 155 de țări de pe glob.
România participă la aceste schimburi bilaterale din 1960, administrate până în 1993 de Ambasada SUA la București Arhivat în 6 iunie 2011, la Wayback Machine..
Începând din mai 1993, Programul Fulbright este administrat de Comisia Fulbright Româno-Americană, înființată potrivit Acordului bilateral dintre cele două guverne, reprezentate de Departamentul de Stat al Statelor Unite și Ministerul Afacerilor Externe din România. Comisia acordă cetățenilor români burse de studiu și cercetare în universități din SUA și cetățentilor americani burse de studiu și cercetare în universități românești.

## Misiunea Fulbright
- de a încuraja și promova schimburile științifice și educaționale;
- de a intensifica înțelegerea reciprocă dintre SUA și România, prin schimburi culturale și educaționale, la nivel academic;
- de a oferi consiliere asupra oportunităților de studiu în Statele Unite ale Americii.

## Tipuri de burse
Bursele administrate de Comisia Fulbright din România pentru cetățenii români:
- Fulbright Student Award - burse pentru studii de masterat sau cercetare la universități din Statele Unite ale Americii. Bursa vizează toate domeniile educaționale exceptând medicina clinică si se adresează studenților în an terminal, absolvenților, masteranzilor, doctoranzilor si cercetătorilor români.
- Fulbright Scholar Award - se adresează profesorilor, cercetătorilor și profesioniștilor din mediul public și privat din România, cu diplomă de doctorat sau echivalent al acesteia, interesați de un stagiu de cercetare și predare la universități de prestigiu din Statele Unite ale Americii. Bursa vizează toate disciplinele, exceptând medicina clinică.
- Hubert H. Humphrey Fellowship - burse adresate tinerilor manageri din mediul public și privat din România pentru a desfășura activități de dezvoltare profesională la universități de elită din Statele Unite ale Americii.
- Fulbright Scholar-in-Residence
- Summer Institutes for European Leaders

Bursele administrate de Comisia Fulbright din România pentru cetățenii americani sunt:
- Fulbright Student Award
- Fulbright Senior Award
- Senior Specialist program

## Centrul Fulbright de Consiliere Educațională
Centrul Fulbright de Consiliere Educațională (FEAC) asigură:
- Îndrumare și sprijin celor interesați de studii în Statele Unite;
- Informații actualizate, complete și obiective despre programele de studii de la cele peste 4000 de universități din SUA;
- Spațiu de studiu cu materiale de referință despre admiterea la studii universitare și postuniversitare din SUA;
- Sală de calculatoare cu acces la Internet pentru pregătirea testelor standardizate administrate pe calculator;
- Sală de consiliere și prezentări.

## Consiliul Director
Consiliul Director al Comisiei Fulbright Româno-Americane este format din 10 membri, dintre care 5 vor fi cetățeni ai României și 5 vor fi cetățeni sau resortisanți ai Statelor Unite ale Americii.
Copreședinți onorifici: Ministrul afacerilor externe al României și șeful misiunii diplomatice a Statelor Unite ale Americii în România 